# 26887 Токіоджайнтс
26887 Токіоджайнтс (26887 Tokyogiants) — астероїд головного поясу, відкритий 14 жовтня 1994 року.
Тіссеранів параметр щодо Юпітера — 3,445.